# Hans Höller (Politiker)
Hans Höller (* 18. November 1883 in Bruch bei Stephanshart; † 2. Mai 1963 in Amstetten) war ein österreichischer Politiker (CSP) und Bankdirektor. Höller war von 1921 bis 1934 Abgeordneter zum Landtag von Niederösterreich.
Höller leistete nach dem Besuch der Volks- und Ackerbauschule zwischen 1904 und 1907 seinen Militärdienst ab und trat 1909 in den Dienst der Amstettner Sparkasse. Während des Ersten Weltkriegs diente Höller zwischen 1914 und 1917 erneut in der Armee. Höller vertrat die Christlichsoziale Partei zwischen dem 11. Mai 1921 und dem 30. Oktober 1934 im Niederösterreichischen Landtag.
Er gehörte ab 1924 dem Gemeinderat von Amstetten an und wurde 1925 zum Vizebürgermeister gewählt. Während des Austrofaschismus war Höller von 1934 bis 1938 Bürgermeister von Amstetten, nach dem Zweiten Weltkrieg hatte er dieses Amt 1945 erneut inne. Nach der Machtübernahme der Nationalsozialisten wurde Höller verhaftet und zwischen März und August 1938 inhaftiert. Er war danach Angestellter der Diözesanverwaltung. Nach dem Zweiten Weltkrieg war Höller bis 1958 erneut in der Sparkasse tätig. Zudem hatte er von 1947 bis 1950 das Amt des Vizebürgermeister inne, gehörte danach ab 1950 wieder dem Gemeinderat an und war von 1955 bis 1958 1. Vizebürgermeister.
Sein besonderes Engagement gehörte der Freiwilligen Feuerwehr, so wurde er 1922 als Obmann-Stellvertreter der Freiwilligen Feuerwehr Amstetten in den Landes-Feuerwehrbeirat gewählt. 1925, 1928, 1931, 1934 und 1937 erfolgten seine Wiederwahlen. 1947 erfolgte die Umbenennung von Landes-Feuerwehrbeirat auf Landesfeuerwehrrat. Diese Funktion trug er bis zur Wahl im Jahr 1959, wo er für den Bezirk Amstetten von Karl Sengstbratl abgelöst wurde. Von 1947 bis 1956 war er auch Kassier bzw. Zahlmeister des engeren Ausschusses des Niederösterreichischen Landesfeuerwehrverbandes.